# 三重県立特別支援学校西日野にじ学園
三重県立特別支援学校西日野にじ学園（みえけんりつ とくべつしえんがっこう にしひのにじがくえん）は、三重県四日市市西日野町にある県立特別支援学校。知的障害のある児童・生徒が学ぶ。

## 通学区域
- 三重郡、四日市市

## 交通
- 近鉄名古屋線、湯の山線、四日市あすなろう鉄道内部・八王子線 近鉄四日市駅（西口）下車、1番乗り場三重交通バス41系統　笹川団地、笹川ジャブ、笹川テニス場行きにて笹川東下車、徒歩約5分。
- 四日市あすなろう鉄道八王子線西日野駅下車徒歩約8分。

## 設置学部
- 小学部
- 中学部
- 高等部

## 歴史
- 1979年（昭和54年）4月 - 三重県立西日野養護学校として開校。
- 1991年（平成3年）4月1日 - 三重県立西日野養護学校桑員分校が開校。
- 1998年（平成10年）3月31日 - 前年4月に三重県立養護学校北勢きらら学園が開校したことにより、桑員分校が閉校。
- 2007年（平成19年）4月 - 三重県立特別支援学校西日野にじ学園に校名変更。
- 2008年（平成20年）4月 -杉の子特別支援学校 知的障害部門が設置され、学区がいなべ市以南四日市市以北となる。
- 2012年（平成24年）4月 -くわな特別支援学校開校により 学区が三重郡及び四日市市となる。